# Jacob Barnabas Chacko Aerath
Jacob Barnabas Chacko Aerath OIC (* 7. Dezember 1960 in Karikulam, Kerala als Chacko Aerath; † 26. August 2021 in Neu-Delhi) war ein indischer Ordensgeistlicher und syro-malankarisch-katholischer Bischof von Gurgaon.

## Leben
Chacko Aerath besuchte die Schule in Ranni und später das Mar Ivanios College in Trivandrum. Er trat 1975 der Ordensgemeinschaft des Ordens von der Nachfolge Christi bei und legte 1979, nachdem er das Noviziat im Kloster Thapovanam Bethany in Aluva absolviert hatte, die erste Profess ab. Es folgte ein Theologisches Propädeutikum am Päpstlichen Priesterseminar in Pune. Danach studierte Aerath Philosophie und Katholische Theologie am Jnana Deepa Vidhyapeeth (JDV) in Pune. Er legte 15. Mai 1985 die ewige Profess ab und empfing am 2. Oktober 1986 im Kloster Mount Bethany in Mylapra durch den syro-malankara katholischen Erzbischof von Trivandrum, Benedict Varghese Gregorios Thangalathil OIC, das Sakrament der Priesterweihe.
Aerath war zunächst als Prokurator des Ordens von der Nachfolge Christi und als Vizerektor des Vor-Noviziats tätig, bevor er für weiterführende Studien nach Rom entsandt wurde. Dort wurde er 1995 an der Päpstlichen Akademie Alfonsiana mit der Arbeit The Ethical Meaning of the Malankara Liturgy of Marriage. A Study on the Relationship Between Liturgy and Ethos („Die ethische Bedeutung der malankarischen Liturgie der Eheschließung. Eine Studie über die Beziehung zwischen Liturgie und Ethos“) im Fach Moraltheologie promoviert. Nach der Rückkehr in seine Heimat wurde Chacko Aerath Superior des Bethany Ashram und Regens des Priesterseminars des Ordens von der Nachfolge Christi in Pune. Daneben war er als Professor und Dekan am Department of pastoral and moral theology des Jnana Deepa Vidhyapeeth in Pune tätig. Zudem lehrte Aerath als Gastprofessor am Malankara Major Seminary. Ab 2000 war er für zwei Amtszeiten Provinzial der Ordensprovinz Bethany Navajyothy seiner Ordensgemeinschaft. Anschließend wirkte Aerath als Novizenmeister in der Ordensniederlassung in Aluva.
Papst Benedikt XVI. ernannte ihn am 7. Februar 2007 zum Apostolischen Visitator für die syro-malankarischen katholischen Gläubigen außerhalb ihres Stammgebiets und zum Titularbischof von Bapara. Der Großerzbischof von Trivandrum, Baselios Cleemis Thottunkal, spendete ihm am 10. März desselben Jahres in der St. Mary’s Cathedral in Thiruvananthapuram die Bischofsweihe; Mitkonsekratoren waren Yoohanon Chrysostom Kalloor, Bischof von Marthandom, und Geevarghese Divannasios Ottathengil, Bischof von Battery. Anlässlich seiner Bischofsweihe nahm Aerath den Namen Jacob Mar Barnabas an und wählte den Wahlspruch Vachanasya Sakshi Bhava („Sei ein Zeuge des Wortes“). Am 22. März 2007 fand die Amtseinführung in Neu-Delhi statt.
Am 26. März 2015 ernannte ihn Papst Franziskus zum ersten Bischof der mit gleichem Datum errichteten Eparchie Gurgaon. Die Amtseinführung erfolgte am 1. Mai desselben Jahres. Nach dem Ausbruch der COVID-19-Pandemie in Indien im März 2020 setzte sich Aerath besonders für die Armen und Obdachlosen im Gebiet seiner Eparchie ein und organisierte die Verteilung von Nahrungsmitteln und Hygieneartikeln.
Jacob Barnabas Chacko Aerath starb im August 2021 im Fortis Hospital in Neu-Delhi an den Folgen von COVID-19.
Neben seiner Muttersprache Malayalam beherrschte Jacob Barnabas Chacko Aerath Englisch, Deutsch, Italienisch und Hindi.

## Schriften
- Liturgy and ethos: a study based on the Malankara liturgy of marriage (= Mar Thoma Yogam publications. Band 8). Mar Thoma Yogam, Rom 1995, OCLC 1203384264.
- Cultural parenesis and christian ethos. In: Vidyajyoti Journal of Theological Reflections. Band 62, Nr. 11, 1998, OCLC 989449390, S. 824–830.
- Chacko Aerath, George Menachery, Selvister Ponnumuthan (Hrsg.): Christian contribution to nation building: a third millenium enquiry. KCBC, Palarivattam 2004, OCLC 1203472361.